# Omloop van het Hageland 2018
De 14e editie van de Belgische wielerwedstrijd Omloop van het Hageland werd gehouden op 25 februari 2018. De start en aankomst lagen in Tielt-Winge. Het was de eerste  wedstrijd van de Lotto Cycling Cup 2018. De Belgische Jolien D'Hoore was titelverdedigster. Zij werd deze keer derde na een sprint met de Australische Chloe Hosking, twaalf seconden achter de ontsnapte Ellen van Dijk die solo over de streep kwam.

## Uitslag
| Plaats  | Naam                      | Ploeg                              | Tijd     |
| ------- | ------------------------- | ---------------------------------- | -------- |
| Winnaar | Ellen van Dijk            | Sunweb                             | 3u36'14" |
| 2       | Chloe Hosking             | Alé Cipollini                      | + 12"    |
| 3       | Jolien D'Hoore            | Mitchelton-Scott                   | z.t      |
| 4       | Maria Giulia Confalonieri | Valcar PBM                         | z.t      |
| 5       | Giorgia Bronzini          | Cylance Pro Cycling                | z.t.     |
| 6       | Roxane Fournier           | FDJ Nouvelle-Aquitaine Futuroscope | z.t.     |
| 7       | Julie Leth                | Wiggle High5                       | z.t.     |
| 8       | Christina Siggaard        | Virtu                              | z.t.     |
| 9       | Valerie Demey             | Lotto Soudal Ladies                | z.t.     |
| 10      | Kaat Hannes               | Jos Feron Ladies Force             | z.t.     |
| 11      | Lorena Wiebes             | Parkhotel Valkenburg               | z.t.     |
| 12      | Pascale Jeuland           | Doltcini-Van Eyck Sport            | z.t.     |
| 13      | Kirsten Peetoom           | Jos Feron Ladies Force             | z.t.     |
| 14      | Anouska Koster            | Waowdeals                          | z.t.     |
| 15      | Claudia Koster            | Virtu                              | z.t.     |
| 16      | Christine Majerus         | Boels Dolmans                      | z.t.     |
| 17      | Nina Kessler              | Hitec Products                     | z.t.     |
| 18      | Janneke Ensing            | Alé Cipollini                      | z.t.     |
| 19      | Stine Anderson Borgli     | Autoglas Wetteren Cycling Team     | z.t.     |
| 20      | Eugenia Bujak             | BTC City Ljubljana                 | z.t.     |

2005 · 2006 · 2007 · 2008 · 2009 · 2010 · 2011 · 2012 · 2013 · 2014 · 2015 · 2016 · 2017 · 2018 · 2019 · 2020 · 2021 · 2022 · 2023 · 2024 · 2025